# Pylaemenes kasetsartii
Pylaemenes kasetsartii är en insektsart som först beskrevs av Thanasinchayakul 2006.  Pylaemenes kasetsartii ingår i släktet Pylaemenes och familjen Heteropterygidae. Inga underarter finns listade i Catalogue of Life.